# Almaisa
Almaisa o Almaisa sentada es una pintura al óleo sobre lienzo creada en 1916 por el pintor italiano Amedeo Modigliani. Pertenece a una colección privada localizada en Basilea, Suiza.
Es uno de los retratos realizados después de que en 1914 abandonara la escultura y se dedicara a retratar a sus amigos, muchos de ellos de frente, como es el caso. Almaisa era una modelo artística argelina.